# Горбун из Нотр-Дама (саундтрек)
| Оценки критиков | Оценки критиков |
| Источник        | Оценка          |
| --------------- | --------------- |
| Allmusic        | [ 1 ]           |
| Filmtracks      | [ 2 ]           |
| Sputnikmusic    | 4/5             |

«Горбун из Нотр-Дама (саундтрек)» (англ. The Hunchback of Notre Dame: An Original Walt Disney Records Soundtrack) — это саундтрек к анимационному фильму Disney 1996 года «Горбун из Нотр-Дама». Он включает в себя песни, написанные Аланом Менкеном и Стивеном Шварцем с вокалом в исполнении Пола Кендела, Дэвида Огдена Стайерса, Тониа Джея Тома Халса, Хайди Молленхауер, Джейсона Александера, Чарльза Кимбро, Мэри Уикс и Мэри Стаут, а также синглы All-4-One/Eternal, а музыка к фильму составлена Аланом Менкеном.
Сингл «Someday», первоначально исполненный мужской R&B группой All-4-One при выпуске в США, был переделан британской женской R&B группой Eternal для выпуска в Великобритании. Луис Мигель записал версию на испанском языке как «Sueña», которая стала главным хитом в Латинской Америке. Альбом был выпущен 7 мая 1996 года на лейбле Walt Disney Records и занял 11 строчку в Billboard 200.

## Трэк-лист
Все тексты написаны Стивеном Шварцом, вся музыка написана Аланом Менкеном.
| №   | Название                            | Исполнитель(и)                                            | Длительность |
| --- | ----------------------------------- | --------------------------------------------------------- | ------------ |
| 1.  | «The Bells of Notre Dame»           | Пол Кендел, Дэвид Огден Стайерс, Тони Джей и Хор          | 6:25         |
| 2.  | «Out There»                         | Тони Джей и Том Халс                                      | 4:26         |
| 3.  | «Topsy Turvy»                       | Пол Кендел и Хор                                          | 5:36         |
| 4.  | «Humiliation»                       | Оркестр и Хор                                             | 1:39         |
| 5.  | «God Help the Outcasts»             | Хайди Молленхауер и Хор                                   | 3:45         |
| 6.  | «The Bell Tower»                    | Оркестр                                                   | 3:05         |
| 7.  | «Heaven's Light/Hellfire»           | Том Халс, Тони Джей и Хор                                 | 5:25         |
| 8.  | «A Guy Like You»                    | Джейсон Александер, Чарльз Кимбро, Мэри Уикс и Мэри Стаут | 2:54         |
| 9.  | «Paris Burning»                     | Оркестр и Хор                                             | 1:56         |
| 10. | «The Court of Miracles»             | Пол Кендел и Хор                                          | 1:27         |
| 11. | «Sanctuary!»                        | Оркестр и Хор                                             | 6:02         |
| 12. | «And He Shall Smite the Wicked»     | Оркестр и Хор                                             | 3:30         |
| 13. | «Into the Sunlight»                 | Оркестр                                                   | 2:08         |
| 14. | «The Bells of Notre Dame (Реприза)» | Пол Кендел и Хор                                          | 1:11         |
| 15. | «Someday»                           | All-4-One (Саундтрек США), Eternal (Саундтрек Британии)   | 4:20         |
| 16. | «God Help the Outcasts»             | Бетт Мидлер                                               | 3:29         |

## Продажи и сертификаты
| Регион                                                      | Сертификация | Продажи    |
| ----------------------------------------------------------- | ------------ | ---------- |
| Аргентина (CAPIF) · для Латиноамериканского саундтрека      | Золотой      | 30 000^    |
| США (RIAA)                                                  | Платиновый   | 1 000 000^ |
| ^ Данные о тиражах приведены только на основе сертификации. |              |            |